# Dunajec Nowy Sącz
Klub Sportowy Dunajec Nowy Sącz – klub piłkarski z Nowego Sącza występujący w sezonie 2023/2024 w V lidze, gr. wschodniej.

## Informacje o klubie
- Rok założenia: 24 marca 1945
- Adres: Kościuszki 1, 33-300 Nowy Sącz
- Prezes: Jan Wojciechowski
- Trenerzy:  Andrzej Łojek, Łukasz Biernacki
- Stadion: 1000 miejsc pojemności
- Barwy: zielono-białe

## Sukcesy
Największym sukcesem Dunajca był udział w rozgrywkach trzeciej ligi. W klubie grali tacy zawodnicy jak: Aleksander Kłak, Piotr Świerczewski i Andrzej Dorula. Klub Sportowy Dunajec prowadzi szkółkę piłkarską, prowadzoną przez byłych piłkarzy m.in. Tadeusza Kazałę, Piotra Śmietanę czy Krzysztofa Szczepańskiego. Największym sukcesem szkółki było dwukrotne zdobycie przez podopiecznych Piotra Śmietany tytułu wicemistrzów Małopolskiej Ligi Juniorów Starszych.

## Historia
Klub w okresie swojej działalności wielokrotnie zmieniał nazwę. 
- 24 marca 1945 - odbyło się zebranie założycielskie Robotniczego Klubu Sportowego „Świt”. Prezesem został Bolesław Kosecki. Bazę dla działalności stanowiła „Jordanówka”, a siedzibą klubu od 1954 roku był budynek „Sokoła”.
- 1946 - prezesem klubu został Józef Schumacher, a prezesem honorowym starosta Józef Łabuz.
- 1949 - „Świt” przekształcono na Terenowe Koło Sportowe „Spójnia”, prezesem został Adam Szczepanek.
- 1955 - „Spójnia” połączyła się z Wojskowym Klubem Sportowym „Podhale” i powstał Klub Sportowy „Sparta”, prezesem wybrano Zdzisława Młyńca.
- 1957 - zmiana nazwy na KS „Sparta - Dunajec”, prezesem został Karol Ziobro.
- 1959 - zmiana nazwy na Wojskowo - Cywilny Klub Sportowy „Dunajec”.
- Kolejnymi prezesami klubu byli: Stanisław Gądek (1959-60), mjr Julian Strecker (1960-61), płk Stanisław Wąs (1961–78), Józef Biernat (1978–89), Ryszard Gurbowicz (1989–94).
- od 1995 do chwili obecnej klub nosi nazwę KS „Dunajec”, prezesem wybrano Kingę Olchawa (1995–97), a następnymi prezesami klubu byli Jakub Potoczek (1997–99) oraz Andrzej Danek (od 1999).
- od 2019 prezesem klubu jest Jan Wojciechowski.